# When Your Heart Is Weak
Singles de Cock Robin
The Promise You Made
(1985)
When Your Heart Is Weak est une chanson du groupe américain Cock Robin, parue sur le premier album éponyme du groupe. Sortie en mai 1985, c'est le premier single du groupe ainsi que le premier de l'album. When Your Heart Is Weak est écrite et composée par le membre fondateur du groupe Peter Kingsbery.

## Composition
La chanson, une ballade, traite d'un homme qui est amoureux d'une femme, mais ne sait pas si la femme en question l'aime réciproquement. Elle est chantée par Peter Kingsbery.

## Accueil commercial
Après sa sortie en single, When Your Heart Is Weak  a notamment atteint la 8e place en Allemagne et la 9e place du Top 50 en France. Le single a également atteint la 35e place du classement américain Billboard Hot 100. When Your Heart Is Weak a la particularité d'être le seul single du groupe à s'être classé dans les hit-parades américains.

## Crédits
Cock Robin
- Peter Kingsbery – chant principal, claviers, basse, programmation de synthétiseur
- Anna LaCazio – chœurs et synthétiseur Casio
- Louis Molino III – batterie, percussions et chœurs
- Clive Wright – guitares, synthétiseur Roland GR-300

Musiciens supplémentaires
- Paulinho da Costa – percussions
- Pat Mastelotto – percussions
- Arno Lucas – percussions
- Paul Fox – programmation de synthétiseur

## Classements et certifications
| Classement (1985–86)                   | Meilleure position |
| -------------------------------------- | ------------------ |
| Allemagne de l'Ouest (Media Control)   | 8                  |
| Belgique (Flandre Ultratop 50 Singles) | 20                 |
| États-Unis (Hot 100)                   | 35                 |
| États-Unis (Top Rock Tracks)           | 28                 |
| Europe (Eurochart Hot 100)             | 41                 |
| France (SNEP)                          | 9                  |
| Irlande (IRMA)                         | 25                 |
| Italie (Musica e dischi)               | 26                 |
| Pays-Bas (Nederlandse Top 40)          | 39                 |
| Pays-Bas (Nationale Hitparade)         | 19                 |

| Classement (1986) | Position |
| ----------------- | -------- |
| France (IFOP)     | 39       |

### Certifications
| Pays                                                                    | Certification | Ventes certifiées |
| ----------------------------------------------------------------------- | ------------- | ----------------- |
| France (SNEP)                                                           | Argent        | 250 000*          |
| ^Mise en rayon selon la certification xNon précisé par la certification |               |                   |